# Splash (zwembad)
Splash is een zwembad in de stad Sneek.
Het zwembad is het jongste zwembad van de stad en beschikt over een 20 meter-instructiebad. Hoofdgebruiker is de zwemschool, die in hetzelfde gebouw is gevestigd. Er wordt privéles en zwemles aangeboden. Daarnaast is het bad in gebruik door recreatieve zwemmers en kan door groepen worden gehuurd.
Het zwembad is lid van het Nationaal Platform Zwembaden.
In 2010 kwam het bad in het nieuws doordat men het zwembad in Grouw zou willen overnemen. Een daadwerkelijke overname ketste echter af.